# Pendleton (Texas)
Pendleton es un lugar designado por el censo ubicado en el condado de Bell en el estado estadounidense de Texas. En el Censo de 2020 tenía una población de 845 habitantes y una densidad poblacional de 72,91 habitantes por km². Fue incluido como CDP en el censo de 2020.

## Geografía
Pendleton se encuentra ubicado en las coordenadas 31°11′53″N 97°20′12″O / 31.19806, -97.33667. Según la Oficina del Censo de los Estados Unidos,  tiene una superficie total de 11,59 km², de la cual 11,57 km² corresponden a tierra firme y 0,02 km² a agua.